# توقف (علوم)
التوقف في عرف العلماء يطلق على معنيين، توقف المعية وتوقف التقدم. وتوقف الشيء على الشيء إن كان من جهة الشروع يسمى مقدمة،
وإن كان من جهة الشعور يسمى معرفا،
وإن كان من جهة الوجود فإن كان داخلا في ذلك الشيء يسمى ركنا، كالقيام والقعود بالنسبة إلى الصلاة وإن لم يكن كذلك فإن كان مؤثرا فيه، يسمى فاعلية، كالمصلي بالنسبة إليها وإن لك يكن كذلك يسمى شرطا، سواء كان وجوديا، كالوضوء بالنسبة إليها، أو عدميا كإزالة النجاسة بالنسبة إليها.

## تقسيم

### توقف المعية
توقف المعية وهو أن لا يوجد أحد الشيئين إلا مع الآخر وهو جائز بل واقع كما في المتضايفين، ففسد ما ظن بعض العلماء من أنه لا يتصور توقف المعية، واحتج بأن كل واحد منهما إن استغنى عن الآخر فيصح وجوده دونه وإن كان لكل واحد منهما مدخل في وجود الآخر فيتوقف كل منهما على الآخر، وإن كان لأحدهما مدخل في وجود الآخر فيتقدم عليه فلا معية. ورد احتجاجه بأنه لا نسلم أنه لا معية على التقدير الثاني لأن توقف كل منهما على الآخر لا ينافي المعية لأن الشيئين إذا كانا لهما علة خارجة يجوز أن يقوم كل واحد منهما مع الآخر ضرورة كلبنتين منحتتين مثلا قد يقع أن يقام كل منهما مع الآخر ضرورة، ولا يقوم إحداهما إلا مع قيام الأخرى.

### توقف التقدم
توقف التقدم وهو أن لا يوجد أحدهما إلا بالآخر، وهذا التوقف من الطرفين ممتنع إذ يلزم حينئذ تقدم كل واحد منهما على نفسه وعلى المتقدم عليه.